# コンサラボ
『コンサラボ』は、北海道文化放送（UHB）で放送されているスポーツ情報番組。月曜未明（日曜深夜）0時30分より放送。Jリーグ・北海道コンサドーレ札幌の調査・研究していく番組。
2020年6月7日放送開始。

## 出演者
- 所長：河合竜二（北海道コンサドーレ札幌C.R.C.）
- 主任研究員：廣岡俊光（UHBアナウンサー）
- 見習い研究員：石野智子（同上）